# 變形金剛：頭領戰士
《變形金剛：頭領戰士》（日語： / 英語：）是由日本東映公司在1987年所製作的變形金剛之動畫作品，共35集外加3集從G1、2010到本作的總集篇。

## 劇情簡介
時間來到2011年，柯博文再次成為博派領袖後，博派與狂派雙方均有新的戰士加入。這些戰士是來自頭領星(Planet Master)的頭領戰士(Headmaster)，博派和狂派間的戰爭持續延燒。

## 人物

### 地球人
丹尼爾‧魏瓦奇/Daniel Witwicky
配音：鈴木富子
‧魏瓦奇/Spike Witwicky
配音：江原正士
卡莉‧魏瓦奇/Carly Witwicky
配音：小宮和枝

### 博派

#### 頭領戰士（Headmaster Autobots）
(名字/本名)
- 福特/Fortress/Cerebros

可變成與巨大戰艦巨無霸(Maximus)合體成巨無霸福特(Fortress Maximus)，身高3000公尺。
- 電腦怪傑/雙面人/匡頂(台視版)/Chromedome/Chrome

配音：堀秀行
本作中實質的機器人方主角，攻擊指揮官。棕、紅、米白配色，持雙槍，變型時為車頂配備雙槍的美式肌肉車
- 老頑固/鐵頭(台視版)/Hardhead/Ros

四人組中老大哥，軍綠深灰配色，變型時為配備側邊單門重砲管的裝甲坦克
- 電子戰士/高點(台視版)/Highbrow/Gorter

藍黑配色，四人組中的年輕小夥子，機智型角色，變型時為雙螺旋槳式運輸直升機
- 小諸葛/伯恩(台視版)/Brainstorm/Cana

土耳其藍和灰白配色，變型時為機首配備雙砲之輕型戰鬥機

#### 博派幹部
- [[柯博文|柯博文//Optimus Prime]]

配音：John Culkin（香港英语配音）
博派領導者。
- [[羅德 (變形金剛)|洛迪文//Rodimus Prime/補天士]]

博文的繼任者。
- [[馬格斯|馬格斯//Ultra Magnus/通天曉]]

博派副指揮官。
- 老杯//Kup

資歷豐富的博派老兵。
- 布洛爾//Blurr

速度極快的博派戰士。
- [[雅希|艾茜//Arcee]]

博派人員，在本作中的職位比較接近後勤人員。

## 各集標題
第12集與總集篇於日本首播時並未於關東地區放映。
| 話数 | 副標題 | 中文翻譯                        | 脚本     | 演出              | 作画監督 |
| ---- | ------ | ------------------------------- | -------- | ----------------- | -------- |
| 1    |        | 從天空來的四位戰士              | 藤川桂介 | 佐々木勝利        | 大島城次 |
| 2    |        | 頭領星之謎                      | 安藤豊弘 | 吉沢孝男          | 三井洋一 |
| 3    |        | 夢幻般的兩位柯博文、誕生        | 荒木芳久 | 伊藤政雄          | 林和男   |
| 4    |        |                                 | 安藤豊弘 | 松浦錠平          | 三井洋一 |
| 5    |        | 猛獸星球、叛亂                  | 荒木芳久 | 生頼昭憲          | 三井洋一 |
| 6    |        | 惡魔的隕石、接近                | 藤川桂介 | 佐々木勝利        | 林和男   |
| 7    |        | 四百萬年、謎之鈴聲              | 荒木芳久 | 生頼昭憲          | 金田一郎 |
| 8    |        | 恐怖！謎樣的六個影子            | 安藤豊弘 | 伊藤政雄          | 金子順   |
| 9    |        | 賽博坦星千鈞一髮(前篇)          | 荒木芳久 | 松浦錠平          | 大森英敏 |
| 10   |        | 賽博坦星千鈞一髮(後篇)          | 荒木芳久 | 佐々木勝利        | 林和男   |
| 11   |        | 影之大帝、撒克巨人              | 安藤豊弘 | 伊藤政雄          | 林和男   |
| 12   |        | 謎之休火山、大爆發              | 安藤豊弘 | 生頼昭憲          | 大島城次 |
| 13   |        | Head On！巨無霸福特             | 荒木芳久 | 佐々木勝利        | 上村栄司 |
| 14   |        | 火星爆破！危險、巨無霸          | 安藤豊弘 | 松浦錠平          | 八幡正   |
| 15   |        | 火星爆破！出現、撒克巨人        | 安藤豊弘 | 生頼昭憲          | 林和男   |
| 16   |        | 歸來、不死身的帝王              | 荒木芳久 | 吉沢孝男          | 三井洋一 |
| 17   |        | Sandra行星、SOS                 | 荒木芳久 | 佐々木勝利        | 上村栄司 |
| 18   |        | 丹尼爾、史上最大的危機！        | 安藤豊弘 | 吉沢孝男          | 八幡正   |
| 19   |        | 死守蜂巢行星！                  | 安藤豊弘 | 松浦錠平 白旗伸郎 | 中尾正樹 |
| 20   |        |                                 | 荒木芳久 | 生頼昭憲          | 三井洋一 |
| 21   |        | 尋找撒克巨人的弱點              | 安藤豊弘 | 吉沢考男          | 林和男   |
| 22   |        | 友情的頭領陣形                  | 荒木芳久 | 佐々木勝利        | 上村栄司 |
| 23   |        | 宇宙海盜船之謎                  | 安藤豊弘 | 松浦錠平          | 八幡正   |
| 24   |        | 馬格斯、死亡！                  | 荒木芳久 | 白旗伸郎          | 中尾正樹 |
| 25   |        | 消滅冰山、破壞大帝              | 荒木芳久 | 生頼昭憲          | 林和男   |
| 26   |        | 保護地球、賭上這條命            | 安藤豊弘 | 佐々木勝利        | 上村栄司 |
| 27   |        | 奇蹟的戰士、Target Master(前篇) | 荒木芳久 | 伊藤政雄 北爪史示 | 管沼栄治 |
| 28   |        | 奇蹟的戰士、Target Master(後篇) | 安藤豊弘 | 吉沢孝男          | 八幡正   |
| 29   |        | 危險、頭領劍！                  | 安藤豊弘 | 白旗伸郎          | 中尾正樹 |
| 30   |        |                                 | 荒木芳久 | 松浦錠平          | 林和男   |
| 31   |        | 狂派、全滅作戰                  | 荒木芳久 | 佐々木勝利        | 上村栄司 |
| 32   |        | 我們的朋友、六面獸              | 安藤豊弘 | 伊藤政雄 北爪史示 | 管沼栄治 |
| 33   |        | 北極圈的決鬥                    | 安藤豊弘 | 生頼昭憲          | 八幡正   |
| 34   |        | 最後的地球大決戰(前篇)          | 荒木芳久 | 白旗伸郎          | 中尾正樹 |
| 35   |        | 最後的地球大決戰(後篇)          | 荒木芳久 | 佐々木勝利        | 上村栄司 |
| 總1  |        | 英雄傳說、柯博文VS密卡登        | 金田益美 | 田島荘三          | 無       |
| 總2  |        | 英雄傳說、2010年大戰            | 金田益美 | 田島荘三          | 無       |
| 總3  |        | 英雄傳說、HEAD ON！頭領戰士     | 金田益美 | 佐々木勝利        | 無       |

總集篇在日後以「Transformers 英雄傳說篇」之標題發行OVA。

## 節目變遷
| 日本 日本電視台 星期五 17:00—17:30節目 | 日本 日本電視台 星期五 17:00—17:30節目              | 日本 日本電視台 星期五 17:00—17:30節目 |
| -------------------------------------- | --------------------------------------------------- | -------------------------------------- |
|                                        | 變形金剛：頭領戰士 （1987年7月3日 - 1988年3月28日） |                                        |
| 變形金剛2010                           | 魔神英雄傳                                          |                                        |

## 漫畫版
劇中並沒有提及柯博文的死亡或是賽博坦星的毀滅。但是洛迪文卻是以洛迪文至尊的造型出現，也同樣踏上了尋找新家園的旅程，不過在最後一集的時候回到地球找丹尼爾。到目前為止，漫畫版頭領戰士與動畫版通常被視為平行世界。

## 註記
1. ↑  Official Transformers Collectors' Club Newsletter